# انحلال السيتوبلازم
انحلال السيتوبلازم أو انحلال الجبلة أو البلزمة (بالإنجليزية: plasmolysis)‏ هو العملية التي الخلايا فيها تفقد الماء في محلول مفرط التركيز. العملية العكسية، انحلال خلوي، يمكن أن تحدث إذا كانت الخلية في محلول منخفض التركيز مما يؤدي إلى انخفاض الضغط الاسموزي الخارجي وتدفق المياه داخل الخلية. من خلال مراقبة انحلال الجبلة وزوال انكماش الهيولى فمن الممكن لتحديد تحظرب بيئة الخلية وكذلك جزيئات المادة المذابة ومعدل عبور الغشاء الخلوي.

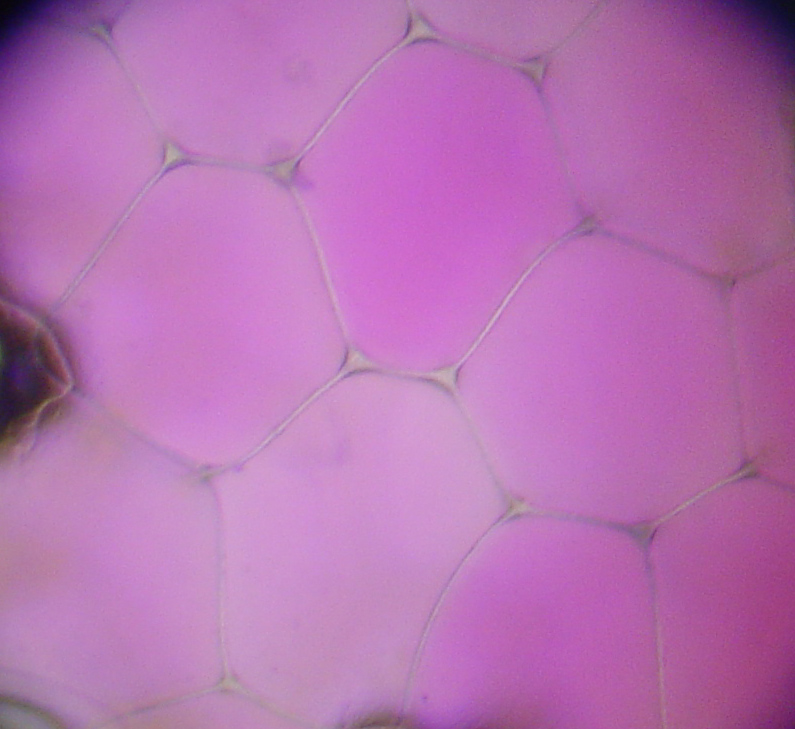
الخلية قبل انحلال السيتوبلازم

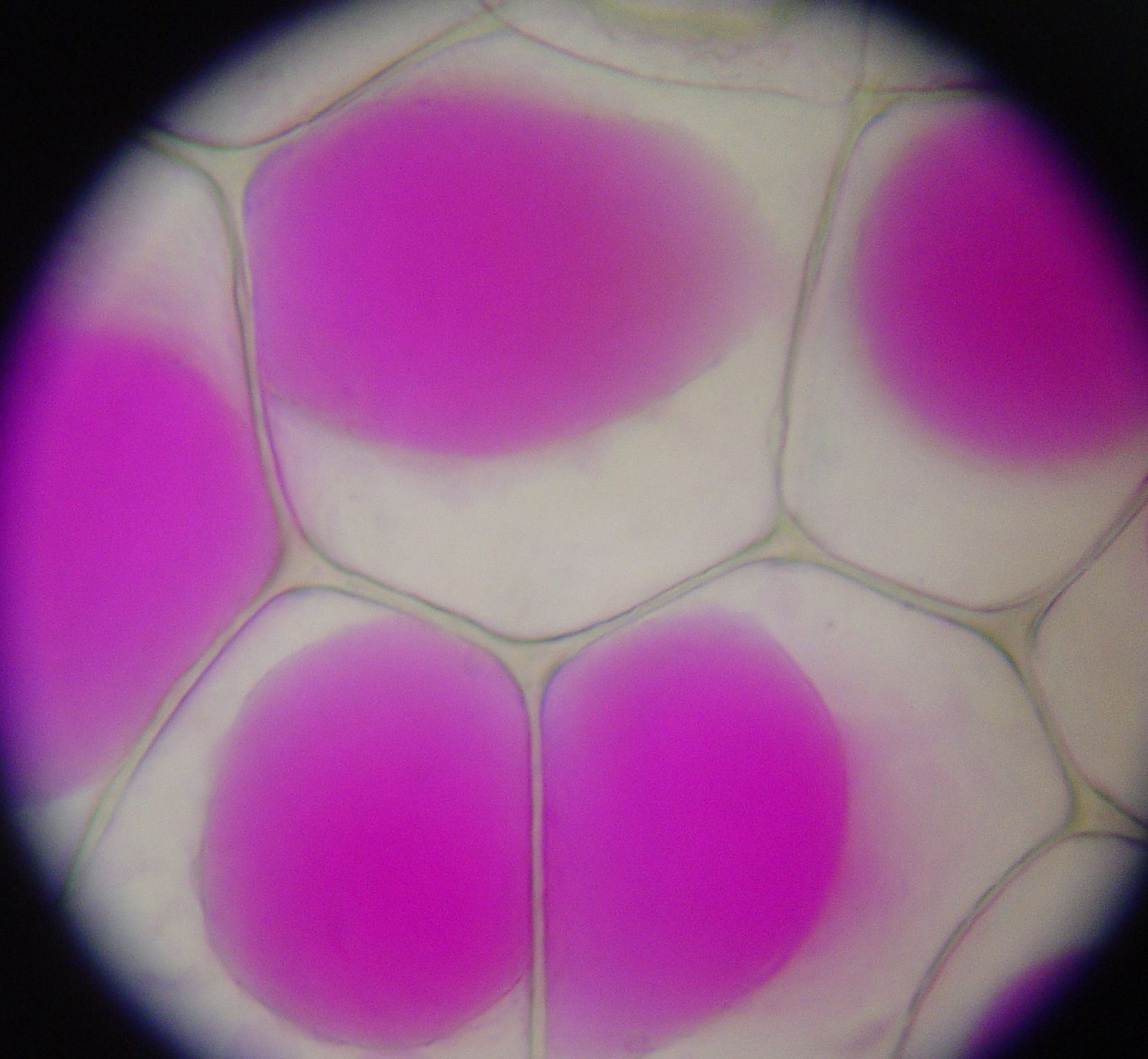
الخلية بعد انحلال السيتوبلازم

ضغط تورم أو ضغط الامتلاء الخلايا النباتية في محلول منخفض التوتر تمتص الماء بواسطة تناضح داخلي، بحيث يزداد حجم المياه في الخلية فيزيد الضغط، مما يدفع الجبلة ضد جدار الخلية، وهي حالة تعرف باسم الامتلاء-التورم. التورم يجعل الخلايا النباتية تدفع بعضها ضد البعض الآخر بنفس الطريقة والأسلوب مع الخط الرئيسي للدعم فينتج أنتصاب السيقان العشبية في الأنسجة النباتية غير الخشبية. جدران الخلايا النباتية مقاومة لدخول المزيد من المياه عند نقطة معينة، والمعروفة باسم التورم الكامل، الذي تمنع الخلايا النباتية من الانفجار كما تفعل الخلايا الحيوانية في نفس الظروف.أيضا هذا السبب الذي تقف فيه النباتات منتصبة. بدون الصلابة من الخلايا النباتية ستترتح تحت وزنها. ضغط التورم يسمح للنباتات بتشكيل نموذج، والنباتات بدون ضغط تورم (المعروف باسم الرخو) تذبل.